# 凱瑟爾峰 (斯圖拜阿爾卑斯山脈)

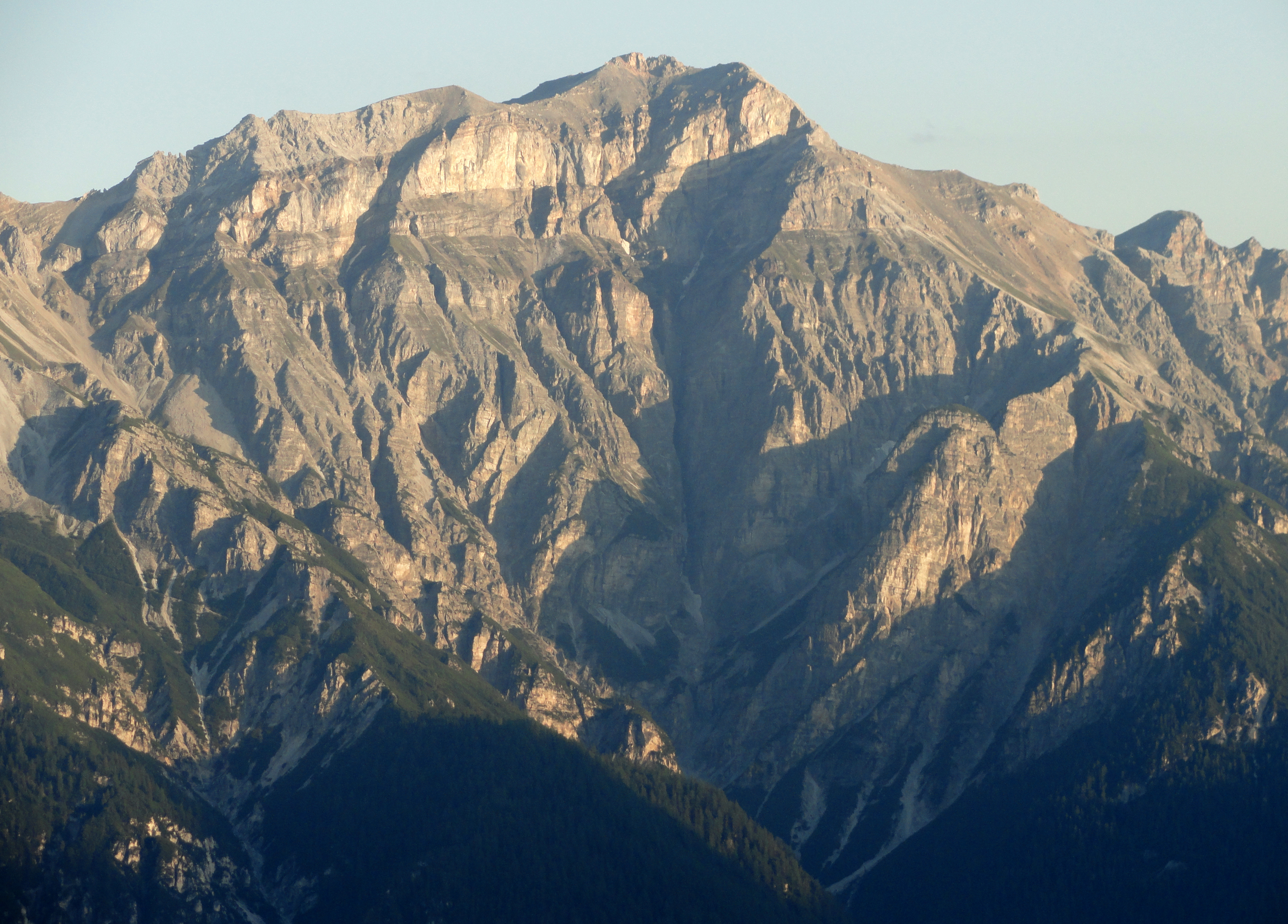

47°6′2″N 11°21′53″E / 47.10056°N 11.36472°E
凱瑟爾峰（德語：Kesselspitze），是奧地利的山峰，位於該國西部，由蒂羅爾州負責管轄，屬於斯圖拜阿爾卑斯山脈的一部分，距離基爾夏達赫峰3.9公里，海拔高度2,728米，每年平均降雨量1,666毫米。